# هیلزنهایم
هیلزنهایم (به فرانسوی: Hilsenheim) یک کمون در فرانسه با جمعیت ۲٬۵۱۵ نفر است که در Canton of Marckolsheim واقع شده‌است.